# 科爾根航空3407號班機空難
43°00′42″N 78°38′21″W / 43.011602°N 78.63904°W
科爾根航空3407號班機（與大陆連接航空實行代碼共享，為大陆連接航空3407號班機）是一班往返于新泽西的纽瓦克自由国际机场和纽约的水牛城布法罗尼亚加拉国际机场的代码共享班机。該班機由科爾根航空下属的科尔根航空公司营运。這次空難導致全機人員以及一名地上的居民死亡，亦是自從2006年8月27日後，首宗發生於美國境內的商業客機致命空難。
空難的調查由美國國家運輸安全委員會負責，最後報告在2010年2月2日完成，空難的成因是因為機組人員對失速的錯誤操作。

## 航班資料
科爾根航空3407號班機在事故當天延誤至當地時間下午9:20分（美国东部时间，UTC-5）才起飛，由纽约纽瓦克自由国际机场出發前往水牛城布法罗尼亚加拉国际机场，當天共有7個科爾根航空往返纽约和水牛城兩地。
執行本次航班的飛機為加拿大龐巴迪生產的Dash 8 Q400渦槳客機，註冊編號為N200WQ，於2008年4月註冊，一個月後投入服務.。Dash Q400型雖然先後發生13次事故，但大都是關於起落架故障問題，這次卻是首宗致命意外，亦是科爾根航空自1991年成立以來首宗導致乘客死亡的意外。
航班機長馬文·倫斯洛（Marvin Renslow）47歲，在2005年加入科爾根航空並飛行了3,263小時，2007年晉升為機長，但只有110小時是以Dash Q400機長身份執飛。副機師麗貝卡·琳內·蕭（Rebecca Lynne Shaw），24歲，2008年1月加入大陸航空快運-科爾根航空並飛行了2,200小時，Dash Q系列共有772小時。航班上另有一名休班機長。

## 事故經過
事發時當地天氣為霙、大霧、有雪、風速每小時15節。飛機起飛後11分鐘，機師啟動了除冰系統。當飛機接近目的地並準備進場時，機師放下了起落架，當機長呼叫襟翼下放至15度時，當時的空速只有145節
。襟翼伸展至10度時，空速更低至135節。6秒後飛機的控制桿搖晃，警告機師飛機接近失速，機師決定解除自動駕駛模式，當時空速低至131節。可是機長沒有完全按照擺脫失速步驟（Stall recovery）方法，把節流閥推到100%並降低機鼻，反而只推至75%且抬高機鼻進行爬升。在失速臨界點（V速率）時，飛機自動降低機鼻以防止失速，但機長「力挽狂瀾」，抬高機鼻使飛機失速，副機長幫助機長化解問題時收起襟翼無意間將狀況惡化。最後飛機偏航，攻角高達31度並向左傾46度，然後機鼻下降45度並向右傾105度，最後俯衝地面撞毀住宅，距離跑道約8公里。當時機上的人承受高達兩倍G力，整個過程持續了25秒，沒有宣佈進入緊急狀態。屋主Douglas D. Wielinsky在意外中不幸喪生，他的太太Karen和女兒Jill受輕傷。該住宅靠近克拉倫斯中心消防局，因此消防員等人能迅速到達現場，在救火期間兩名消防員受傷，同時附近12棟住宅需要疏散.。
飛機與航管員最後一次通話是在無線電標桿KLUMP東北4.8公里，副機師回覆航管員確認切換航管頻道，不久就在雷達上消失。航管員數次與飛機聯絡均沒有回應，便要求達美航空1998號班機和全美航空1452號班機幫助目視搜尋飛機，但達美班機回報沒有飛機蹤影。。

## 遇難人員
是次空難導致44名乘客，4名機組人員及一名地面居民死亡，其中一名乘客更是懷孕。地面上共有4名居民受傷。
| 國籍           | 乘客 | 機組人員 | 地面人員 | 總數 |
| -------------- | ---- | -------- | -------- | ---- |
| 加拿大         | 2    | 0        | 0        | 2    |
| 以色列         | 1    | 0        | 0        | 1    |
| 中华人民共和国 | 1    | 0        | 0        | 1    |
| 美国           | 41   | 4        | 1        | 46   |
| 總數           | 45   | 4        | 1        | 50   |

## 事故調查
美國國家運輸安全委員宣佈翌日派14人前往事發現場調查空難。飛行資料記錄器和駕駛艙通話記錄器均被找回並送到華盛頓特區進行分析。
經過初步調查，發現飛機在墜毀前所有操作均正常，除冰系統啟動著。當放下起落架及襟翼後不久，飛機的失速警告啟動後便開始翻滾，然後墜毀。在駕駛艙通話記錄器中發現當時飛機低於一萬英尺，但機組人員仍談論與飛行無關的話題，違反安全守則。由於兩人一直閒談而沒有注意到慢慢下降的空速正接近失速速度，導致飛機失速。當飛機進入失速後，兩名機組人員作出一系列不尋常動作，沒有按照擺脫失速步驟擺脫危險，機長反而抬高機鼻，這使飛機速度更大幅下降，最後導致災難。失速時副機師亦把起落架和襟翼收回，收回襟翼使飛機升力減少，導致飛機完全失控。
由於當時機師報告飛行中有結冰現象出現，由此調查人員推測機翼結冰可能導致是次空難。但在2009年3月25日，調查員認為結冰問題並非空難成因。5月11日，調查員發現機長的飛行生涯中有三次飛行檢定不及格，由此推斷他可能缺乏足夠訓練應付緊急狀況，從而引致空難。疲勞飛行亦可能是空難成因之一，當晚兩名機師已執行了數個航班。
2010年2月10日，美國國家運輸安全委員發表了最後調查報告，是15年以來首次以少於一年時間完成調查，指出空難成因是機員失誤。機長沒有按照正確的擺脫失速程序操作，使飛機進入無法挽回的狀態導致空難。而兩名機師亦沒有得到有質素的休息。居住在西雅圖的副機師乘坐聯邦快遞貨機通勤到紐約，期間在機上睡覺休息，而非床上。而機長則在飛行前一晚在科爾根航空的機員休息室過夜，並在午夜3時10分登入公司電腦系統。兩名機師缺乏足夠及有質素的睡眠引致疲勞飛行，導致在失速中做出一系列反常動作。

## 影響
在事故發生後，美國聯邦航空局修改多條法規以保障航空安全。機師進入航空公司的要求由以往250時大幅提升為1,500時，以更有經驗的副機師來執行定期載客航班。但在此條例正式執行前一星期，在舊金山國際機場發生了韩亚航空214号班机空难，負責降落的副機師的波音777飛行時數只有43小時。此外亦修改了在模擬駕駛艙進行擺脫失速訓練的評鑑方式，包括在航空運輸駕駛員認證的技能測試標準中，刪除模擬駕駛艙進行擺脫失速的高度失去上限100英尺之相關規定。美國國家運輸安全委員解釋，修改前的標準會使機師傾向增加仰角，防止喪失高度，而非減少仰角來防止失速出現，或立即擺脫失速。
空難亦揭示了美國區域航空公司機師的低薪問題。科爾根航空副機師的年薪約23,900美元，如此低薪難以在紐約尋找一棟房屋，使居住在西雅圖的她選擇乘坐聯邦快遞貨機通勤到紐約，在機上睡覺休息。區域航空公司的新進副機師的薪水只比最低工資高一點，如此低薪會帶來飛安問題。
在2012年美國大陆航空被美國联合航空吞併後，科爾根航空宣布停運。

## 相關影片
- 此次空難與科普瑞特航空5966號班機空難及印度航空快運812號班機空難均收錄於國家地理頻道製播的《空難事件簿》第二季第四集「疲勞駕駛（Pilot Fatigue）」[[File:NTSB Colgan Air Flight 3407 Crash Animation.ogv。
- 本次空難亦收錄於空中浩劫第十季第四集「Dead Tired」中。
- 美國國家運輸安全委員會根據黑匣子，就該次空難過程製成動畫：